# دورا مار والهر
لوحة دورا مار والهر (بالفرنسية: Dora Maar au Chat)‏ هي عبارة عن لوحة تمثل شكل رباعي الابعاد ويسمى بتسراكس وكان مكتشف هذا الشكل الرباعي هو العالم هنتن ولكن راسم هذه اللوحة هو بيكاسو
لوحة بيكاسو «دورا مار والهر» ثاني أغلى لوحة في العالم وقد بيعت بـ95.2 مليون دولار لتقترب بذلك من الرقم القياسي العالمي المسجل في هذا المجال.
ولوحة دورا مار التي تجسد عشيقة بيكاسو، لا تقدر بثمن حتى ان دار سوذبيز لم تخمن أي ثمن لها في كتيب المعروضات ولو انها لمحت إلى سعر يتجاوز 50 مليون دولار. واللوحة التي انجزت عام 1942 (طول 130 سنتم وعرض 97 سنتم)، أي في اوج العلاقة بين بيكاسو وملهمته، تعد من أجمل اللوحات التي رسمها الفنان الأسباني، وهي لم تعرض منذ أكثر من اربعين سنة. وتظهر دورا مار في اللوحة مرتدية ثوبا احمر وازرق مرصعا بلآلئ سوداء وبرتقالية وهي جالسة على كرسي معتمرة قبعة كبيرة ويداها ممددتان على مسندي الكرسي وأظافرها نافرة وزرقاء، وخلفها على أعلى الكرسي، هر صغير. ورسم بيكاسو عدة لوحات لدورا مار خلال علاقتهما التي استمرت عشر سنوات. آخر لوحة مهمة لها بيعت عام 1999 في نيويورك بـ49 مليون دولار وهي لوحة «امرأة جالسة في الحديقة» (1938).